# Carl Röder (Maler)
Carl Röder, auch Karl Röder oder Carl Roeder (* 1. Juli 1852 in Düsseldorf; † 17. Februar 1922 in Dresden), war ein deutscher Landschafts- und Tiermaler der Düsseldorfer Schule.

## Leben
Röder studierte ab 1868 Malerei an der Kunstakademie Düsseldorf. Zunächst besuchte er die Elementarklasse von Andreas Müller. Von 1872 bis 1878 war er Schüler der Landschafterklasse von Eugen Dücker. Röder ließ sich in Düsseldorf nieder, wo er Mitglied des Künstlervereins Malkasten wurde.